# Школьник, Леонид Семёнович
Школьник Леонид Семенович (род. 9 августа 1945, Днепропетровск) — председатель правления «Союза потребителей Украины» (с 2003), президент Международной академии стандартизации (с 2004), лауреат Государственной премии УССР в области науки и техники (1988), Заслуженный работник промышленности Украины (с 1995), академик Украинской технологической академии (с 2003), почетный доктор Одесской государственной академии технического регулирования и качества (с 2007); председатель наблюдательного совета Одесской государственной академии технического регулирования и качества (с 2011).
Указом Президента Украины присвоен I-й ранг государственного служащего (2003). Указом Президента Украины награжден Орденом князя Ярослава Мудрого V степени (2004).

## Образование и научная деятельность
1963 — закончил Днепропетровский индустриальный техникум по специальности "техник-металлург".
1977 — закончил Днепропетровский металлургический институт по специальности "инженер-металлург".
Председатель редакционного совета сборника "Нормы и правила рынка вина Европейского Союза" (2003).
Председатель редакционного совета юридического сборника "Потребительское право Украины" (2004).
Автор монографии "Основы концепции национальной продовольственной безопасности Украины" (2005).
Соавтор вместе с Н.Я Азаровым и Л.В.Коломийцем монографии "Технические аспекты государственной политики защиты прав потребителей" (2007), 2-е издание (2010).
Соавтор вместе с Ю.Ф.Мельником и В.М.Новиковым учебного сборника "Основы управления безопасностью пищевых продуктов" (2007).
Профессор Одесской государственной академии технического регулирования и качества (2007-2009).
Соавтор вместе с И.С.Петришиным и И.И.Зварычем книги "Техническое регулирование на пути Украины в Европейский Союз" (2010).
Леонид Школьник. "Стандарты для потребителей: Мифы и реальность". - Материалы IX Международной конференции "Стратегия качества в промышленности и образовании" (май 2013, Болгария). - Т.2., Стр.587-590.
Леонид Школьник. Записки неравнодушного. - Том 1. Воспоминания, размышления, интервью; Том 2. Стандарты для потребителя: нереальная реальность (2015).
Соавтор вместе с Л.В.Коломийцем и О.В.Цильвиком учебного пособия "Метрологическое обеспечение организаций здравоохранения Украины" (2017).
Автор и соавтор ряда изобретений, монографий и учебников, научных и общественно-публицистических материалов: публикаций, брошюр, статей и т.д.

## Профессиональная и государственная деятельность
- 1963-1964 - работал вальцовщиком листопрокатного цеха, затем - техником проектного отдела на металлургическом заводе им. Петровского (г.Днепропетровск).
- 1964-1967 - срочная служба в Вооруженных Силах СССР (военно-строительные отряды).
- 1967-1990 - Украинский государственный институт по проектированию металлургических заводов (прошел путь от техника - до главного инженера проектов ряда ведущих предприятий УССР и СССР).
- 1990-1998 - генеральный директор Ассоциации "Приднепровье", которая объединила в своем составе ряд ведущий предприятий и организаций Днепропетровской области.
- 1998-2000 - заместитель председателя Государственного комитета Украины по делам защиты прав потребителей.
- 2000-2002 - генеральный директор объединения предприятий "Ассоциация" Приднепровье".
- 2002-2005 - председатель Государственного комитета Украины по вопросам технического регулирования и потребительской политики.
- 2002-2005 - заместитель председателя Межведомственного совета по вопросам защиты прав потребителей при Кабинете Министров Украины.
- 2002-2005 - заместитель председателя Совета по стандартизации при Кабинете Министров Украины.
- 2003-2005 - член Комиссии по вопросам совершенствования законодательства в сфере внешнеэкономической деятельности при Кабинете Министров Украины.
- 2004-2005 - член Координационного комитета по борьбе с коррупцией и организованной преступностью при Президенте Украины.
- 2004-2005 - заместитель председателя Совета по вопросам рекламы при Кабинете Министров Украины.
- 2004-2005 - член Межведомственной комиссии по вопросам биологической и генетической безопасности при Совете национальной безопасности и обороны Украины.
- 2004-2005 - представитель Украины - член Совета Международной организации стандартизации (ISO).

## Общественно-политическая деятельность
В течение длительного времени работал в органах местного самоуправления как депутат и первый заместитель председателя Жовтневого райсовета г.Днепропетровск, был членом исполкомов Жовтневого районного совета г. Днепропетровск и Днепропетровского городского совета (см. Справочно-биографическое издание. Кто есть Кто в Днепропетровской области: Выдающиеся люди города Днепропетровск. - Издательство "Украинская академия геральдики, товарного знака и логотипа". - Киев, 2005 г.). Был членом Совета директоров торгово-экономического сотрудничества СНГ-США. На общественных началах был советником ряда министров и руководителей органов центральной исполнительной власти Украины.
- 1996-2000 - член комиссии по экономическому сотрудничеству с Японией при Президенте Украины.
- 1997-2000 - внештатный советник Президента Украины.
- 1999 -2003 - создал и возглавил общественную организацию "Союз потребителей", г.Днепропетровск.
- 1999- 2002 - член политсовета, вице-председатель партии Межрегиональный блок реформ (МБР), председатель Днепропетровской областной организации МБР.
- 2002 - кандидат в народные депутаты Украины от блока "За единую Украину" (по списку номер 69).
- 2003 - выступил инициатором создания и был избран председателем правления Всеукраинской общественной организации "Союз потребителей Украины".
- 2004 - выступил инициатором создания и был избран президентом Международной Академии стандартизации.
- 2006-2007 - секретарь Координационного Совета по вопросам защиты прав потребителей при Кабинете Министров Украины.
- 2007-2009, 2010-2011 - председатель общественного совета при Госпотребстандарте Украины.
- 2010 - 2013 - советник Премьер-министра Украины (на общественных началах).
- 2015 - почетный член Украинской Ассоциации внешней политики.

## Журналистская и издательская деятельность
- 1965-1967 - внештатный военный корреспондент газеты "Защитник Родины" Одесского военного округа Министерства обороны СССР.
- 1999- 2000 - руководитель проекта - председатель Редакционного совета журнала "Потребитель и рынок".
- 2001 -2002 - заместитель председателя редакционного совета журнала "Человек и Закон".
- 2004-2008 - председатель редакционных советов журналов "Потребитель + Власть" и "Потребитель + Рынок".
- 2006 - На VI Международном конкурсе в области журналистики отмечен премией "Золотое перо" в номинации "Открытие года".

Член редакционного совета журнала "Металлургическая и горно-рудная промышленность" (с 2016).

## Награды
В соответствии с Указами Президиума Верховного Совета СССР за безупречную военную службу и за добросовестный многолетний труд награжден Юбилейной медалью "20 лет Победы в Великой Отечественной войне 1941-1945 годы" (1965) и медалью "Ветеран труда" (1989).
За выдающиеся личные заслуги перед Украинским государством и украинским народом награжден: Орденом Ярослава Мудрого V степени (2004), Почетными Грамотами Верховной Рады Украины (2010) и Кабинета Министров Украины (2004), Грамотой Верховной Рады Украины (2004).
- 1994 и 1999 - Благодарность Президента Украины.
- 1994 - Медаль им. Ю.В.Кондратюка Федерации космонавтики Украины.
- 2002 и 2003 - Почетный Орденский знак "Общественное признание" (II и I-й степени) Международной благотворительной организации "Фонд Общественного Признания".
- 2003 - Почетный знак Министерства чрезвычайных ситуаций Украины.
- 2004 и 2008 - Почетные знаки "Отличник образования Украины" и "Антон Макаренко" Министерства образования и науки Украины.
- 2004 - Награда "Закон и Честь" Министерства внутренних дел Украины.
- 2004 - Награда "За честь и службу" Государственной Налоговой администрации Украины.
- 2004 - Награда "За добросовестный труд" Главного управления государственной службы Украины.
- 2004 - Почетный знак "За многолетний плодотворный труд в области культуры" Министерства культуры Украины.
- 2004 - Командорский крест Ордена святого Григория Великого государства Ватикан.
- 2004 - Орден святого Равноапостольного князя Владимира Великого III-й степени Украинской православной церкви Киевского патриархата.
- 2004 - Почетный Орден "Буковинский Оберег" Украинской православной церкви Московского патриархата.
- 2005 - Крест Почета Высшей степени "За возрождение Украины" Украинского Фонда научно-экономического и юридического сотрудничества.
- 2006 - Орден святого Николая Чудотворца Всеукраинского фонда содействия международному сотрудничеству "Украинское народное посольство".
- 2007 - Почетное звание "Народный Посол Украины" Всеукраинского фонда содействия международного сотрудничества "Украинское народное посольство".

Имеет многочисленные награды: ордена, медали и знаки отличия органов государственной власти и местного самоуправления СССР, УССР, Украины, других стран, международных организаций, ассоциаций, фондов и т.д.

## Семья
Жена - Куликова Татьяна Яковлевна, сын Максим.